# Chris French
Christopher Charles French, più noto come Chris French (Greenwich, 6 aprile 1956), è uno psicologo britannico.

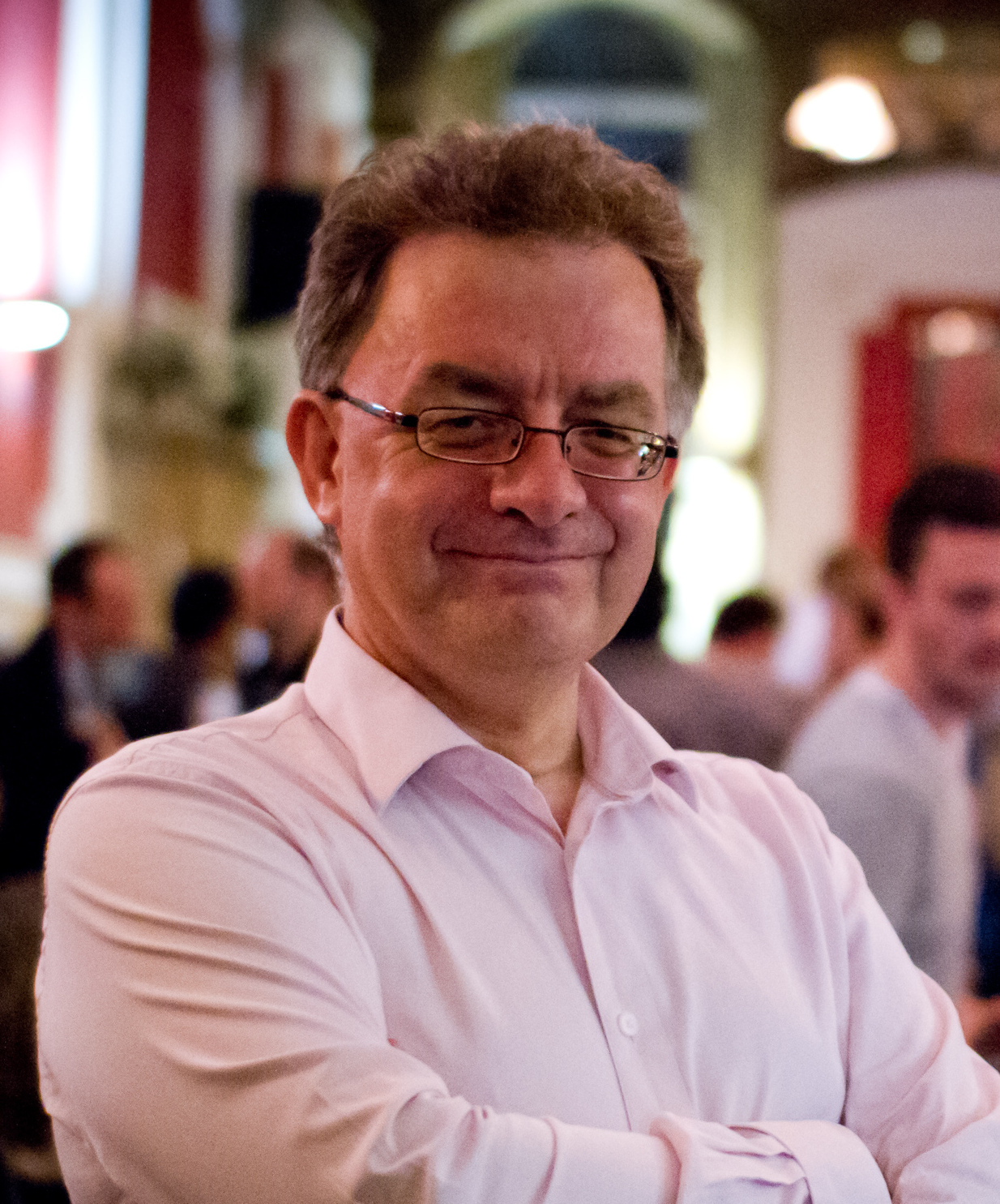
Chris French a Merseyside Skeptics Society 2011.

È conosciuto anche per la sua attività nel campo dello scetticismo scientifico.

## Biografia e carriera
Dopo aver frequentato la scuola secondaria superiore a Helsby, French si è iscritto all'Università ed ha conseguito il Bachelor of Arts e poi il PhD in psicologia. Successivamente è diventato professore di psicologia al Goldsmiths College. Nell'ambito del Dipartimento di Psicologia dell'università dello stesso College, French ha fondato nel 2000 l'Unità di ricerca sulla psicologia dell'insolito (Anomalistic Psychology Research Unity) di cui è diventato direttore.
French vive attualmente a Greenwich; è sposato e ha due figli.

## Attività scientifica
Le ricerche scientifiche di French hanno come oggetto la psicologia dell'insolito, che si occupa degli aspetti psicologici riguardanti il paranormale e altre esperienze insolite. Tra le altre cose, French ha condotto ricerche su sedicenti vittime di rapimenti alieni.
French è autore di più di 60 pubblicazioni, che comprendono articoli pubblicati sul British Journal of Psychology, sul Journal of Abnormal Psychology, sul Quarterly Journal of Experimental Psychology e sul British Journal of Clinical Psychology.
French fa parte della British Psychological Society ed ha contribuito all'organizzazione di vari congressi scientifici sulla psicologia del paranormale e delle esperienze nel campo della pseudoscienza.
Oltre all'attività accademica, French si occupa anche di divulgazione nel campo dello scetticismo scientifico ed ha preso parte a numerosi programmi trasmessi alla radio ed alla televisione su parapsicologia e fenomeni paranormali, fantasmi, UFO, rapimenti alieni, reincarnazione e astrologia.